# Tsvetnoi (Zernograd)
|  | Per a altres significats, vegeu «Tsvetnoi». |

Tsvetnoi (en rus: Цветной) és un poble (un khútor) de l'óblast de Rostov, a Rússia, segons el cens rus del 2010 tenia 71 habitants. Pertany al districte de Zernograd.